# برنا، لمباردی
برنا (به ایتالیایی: Brenna) یک کومونه و شهر در ایتالیا است که در استان کومو واقع شده‌است.

## خصوصیات
برنا ۴٫۹ کیلومترمربع مساحت و ۱٬۸۶۰ نفر جمعیت دارد.

## خواهرخوانده
شهر لاچار خواهرخواندهٔ برنا هست.